# Wettstetten
Wettstetten è un comune tedesco di 4 726 abitanti, situato nel land della Baviera.